# ショノルキス・ユンキフォリア

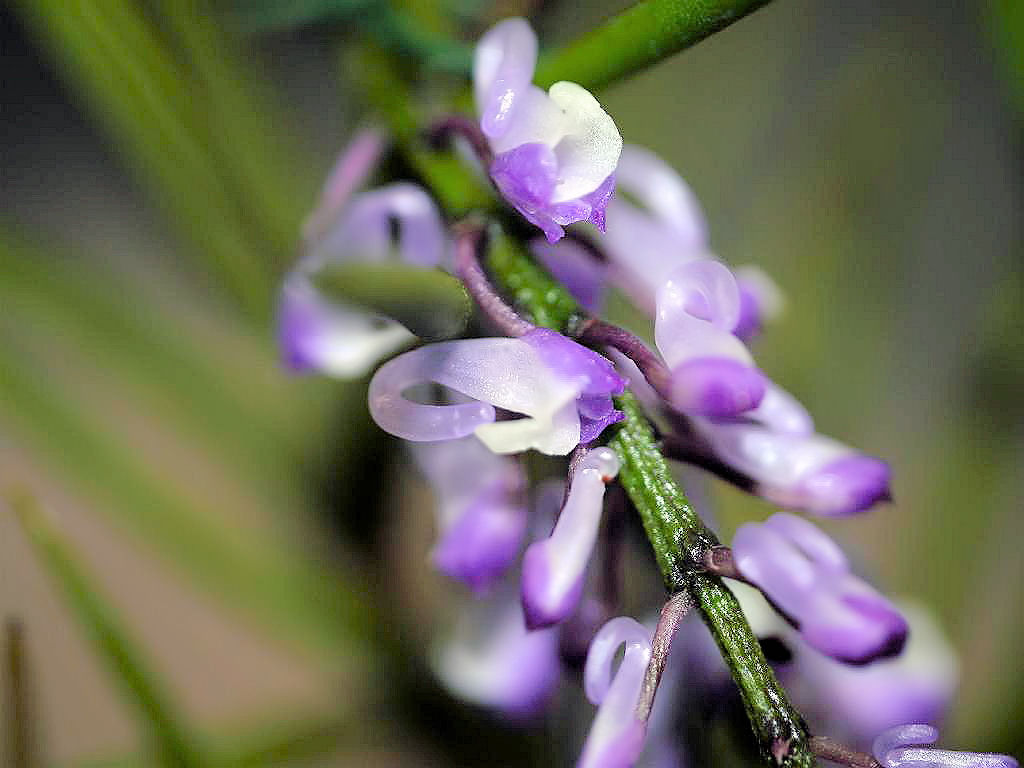
花の拡大

ショノルキス・ユンキフォリア Schoenorchis juncifolia は、ラン科植物の一つ。棒状の葉を持ち、紫を帯びた小さな花を穂状に着ける。

## 特徴
常緑の多年生で着生植物。単軸性で、茎は細長く伸び、まばらに葉をつける。葉は長さ10-15cm、棒状で細長く、先端は細まってやや尖る。茎は下垂する。
花序は茎の途中、葉腋上から出て、出てすぐに折れ曲がるように下を向いて伸び、長さ10cmほどになり、25花程を付ける。花は長さ約1cm、完全には開かない。萼片と側花弁は狭卵形で青みを帯びた藤色、唇弁は三裂し、中裂片が肉厚で長楕円形をなし、白くて下に曲がる。花期は夏。距は２つ折りに近いほど強く曲がる
学名の種小名は『イグサのような葉をした』の意である。

## 分布と生育環境
スマトラ、ジャワ、ボルネオに産する。標高500-2500mにわたる山地林で日当たりのよい樹木の幹や崖の岩などに付着する。

## 利用
洋ランとして栽培される。この属ではフレグランスと共に普及している方だが、一般的知名度は高くない。